# Socialistische Partij Suriname
Surinaamse Socialisten Unie (SSU) was een Surinaamse organisatie die streefde naar de Surinaamse onafhankelijkheid. Op 1 mei 1975 werd de SSU omgevormd naar politieke partij onder de naam Socialistische Partij Suriname (SPS). 

## Surinaamse Socialisten Unie
De SSU werd in 1969 opgericht door Henk Herrenberg, de Nederlandse frater Richard Abbenhuis, Anton van Vliet en Humphrey Keerveld. Naast Herrenberg en Van Vliet zaten Jules Chin A Foeng en Glenn Fung Loy in het presidium.
Op 19 december 1970 organiseerde de SSU de demonstratie Prijsstop NU. Een grote groep voornamelijk mannelijke  jongeren liep naar het ministerie van Algemene Zaken. Bij aankomst werd een protestbrief overhandigd aan de conciërge met als bestemming premier Jules Sedney.
Op 15 december 1971 organiseerde de SSU in Paramaribo de Mars naar de Vrijheid waar duizend betogers aan deelnamen. In mei 1972 hield de SSU een demonstratie tegen de mijnblokkade van Noord-Vietnam van de Amerikaanse president Richard Nixon.
Een maand later betoogde de SSU tegen Statenleden die uit Nederland terugkeerden, omdat de SSU vond dat ze eerst de problemen in eigen land moesten oplossen. Deze betoging ontaarde in een rassenrel tussen Creolen (SSU) en Hindoestanen (de Statenleden). In oktober 1973 ging Herrenberg samen met twee andere SSU-leden naar de Russische hoofdstad Moskou, waar ze aan een vredesconferentie deelnamen.

## Socialistische Partij Suriname
Op 1 mei 1975 proclameerde de SSU de oprichting van de Socialistische Partij Suriname (SPS), die de taken van de SSU overnam en verderging als politieke partij. Tijdens de de verkiezingen van 1977 nam zijn partij deel aan de alliantie Verenigde Democratische Partijen (VDP), samen met de Vooruitstrevende Hervormings Partij (VHP) en Pendawa Lima (PL). Herrenberg werd verkozen en trad daarna toe tot de Staten van Suriname.